# Хенри Халек
Хенри Халек (енгл. Henry Halleck, 1815-1873), амерички генерал, вршио дужност врховног команданта војске Уније у Америчком грађанском рату од 1862. до 1864. године.

## Војна служба
У новембру 1861, генерал Халек је постављен за команданта свих снага Уније у сливу Мисисипија, са штабом у Сент Луису. Као главни заповедник Уније на западном ратишту, у то време био је непосредни старешина генералима Јулисизу Гранту и Дон Карлосу Бјуелу, а до пролећа 1862. његове снаге нарасле су на око 100.000 војника. Јужњаци су на западном ратишту имали око 45.000 бораца, под командом Алберта Џонстона и Пјера Борегара. Халекове снаге кренуле су у офанзиву у фебруару 1862: Грант је до 16. фебруара освојио тврђаве Морган и Донелсон на Мисисипију, заједно са Бјуелом освојио Нешвил (престоницу Тенесија) и потукао Џонстона код Шајлоа (6-7. априла).
Након што се врховни командант Уније, генерал Џорџ Маклелан, осрамотио поразом у бици код Ричмонда (25. јуна-1. јула 1862), председник Линколн је већ 11. јула поставио Хелека за новог команданта целокупне копнене војске САД, пошто су њему приписане победе Уније на Западу које је највећим делом извојевао Грант. Остао је на положају врховног команданта читавих 18 месеци, али се показао као превише опрезан и пасиван у својим плановима. Тако није успео да координира покрете армија Севера, нити да искористи њихову бројну надмоћ - за све време његовог командовања надмоћне армије Севера остале су у дефанзиви, а постигнуте победе остале су неискоришћене. Зато га је предсеник Линколн сменио и на његово место 9. априла 1864. поставио много активнијег и агресивнијег генерала Гранта.